# Авіакомпанії Франції
Авіакомпанії Франції — авіаційні підприємства, що зареєстровані в Франції. Цей список включає авіакомпанії, що мають дійсний сертифікат експлуатанта виданий Генеральним директоратом цивільної авіації (DGAC) (фр. Direction Générale de l'Aviation Civile),  та зареєстровані в Метрополії Франції і в Заморських володіннях Франції.
| Авіакомпанія                        | Штаб-квартира           | Тип повітряних суден                                                                                           | Примітки |
| ----------------------------------- | ----------------------- | --- | -------- |
| ABC Hélicoptères                    | Ла-Ферте-Але            | Вертольоти (Aérospatiale Alouette II)                                                                          |          |
| Aéralp                              | Сент-Етьєнн-де-Сен-Жуар | |          |
| Aéro Entreprise                     | Шатофор (Івлін)         | Повітряне таксі (Beechcraft King Air)                                                                          |          |
| Aérocime                            | Межев                   | Повітряне таксі (Jodel)                                                                                        |          |
| Aérojet Hélicoptère                 | Курсель-ле-Монбельяр    | Вертольоти (Aérospatiale Alouette II)                                                                          |          |
| Aérosystèmes Héliocéan Hélicoptères | Бугене                  | |          |
| Aérovision                          | Бланьяк                 | Повітряне таксі (Beechcraft King Air), бізнес-джети (Cessna Citation, Dassault Falcon 20, Dassault Falcon 900) |          |
| Aérozais                            | Шоле                    | Вертольоти (Eurocopter AS350 Écureuil)                                                                         |          |
| Aigle Azur                          | Париж                   | Авіалайнери (Airbus A319, Airbus A320, Airbus A321#A321)                                                       |          |
| Air Alizé                           | Нумеа                   | Повітряне таксі (Beechcraft King Air, Piper PA-31T Cheyenne), бізнес-джети (Cessna Citation)                   |          |
| Air Archipels                       | Фааа                    | Повітряне таксі (Beechcraft King Air)                                                                          |          |
| Air Austral                         | Сен-Дені (Реюньйон)     | Регіональні (ATR 72), авіалайнери (Boeing 737, Boeing 777), вантажні (Boeing 777F)                             |          |
| Air Calédonie                       | Нумеа                   | Регіональні (ATR 42, ATR 72)                                                                                   |          |